# فرار از زندان: آخرین فرار
فرار از زندان: فرار نهایی (به انگلیسی: 'Prison Break: The Final Break) یک تله‌فیلم آمریکایی محصول سال ۲۰۰۹ از مجموعه فرار از زندان است. این فیلم وقایعی را پوشش می‌دهد که بین سقوط کمپانی و فاش شدن مرگ مایکل اسکافیلد (ونتورث میلر) رخ داده‌است. این جزئیات دستگیری دستکاری شده و زندانی شدن سارا تانکردی (سارا وین کالیز) برای قتل کریستینا اسکافیلد، نقشه نهایی فراری که مایکل برای سارا طراحی می‌کند و جزئیات مربوط به مرگ مایکل است. همچنین سرنوشت نهایی گرچن مورگان (جودی لین اویکیف) را آشکار می‌کند. این پایان اولیه برای فرار از زندان بود، تا زمان انتشار فرار از زندان (فصل ۵).
در ایالات متحده و کانادا، این فیلم برای اولین بار در ۲۱ ژوئیه ۲۰۰۹ به صورت دی‌وی‌دی و بلوری منتشر شد. این فیلم در ۲۷ مه در بریتانیا از شبکه اسکای۱ پخش شد و همچنین در ۲۴ می در اسرائیل از شبکه یس اسرائیل پخش شد.

## داستان
سارا به خاطر قتل کریستینا دستگیر می‌شود. او در زندان ایالتی میامی نگهداری می‌شود، جایی که ازدحام بیش از حد باعث می‌شود که زندانیان زن و مرد در یک ساختمان مستقر شوند. در سرتاسر حیاط، کرانتز و تئودور بگ‌ولدر محوطه مردان نگهداری می‌شوند. ژنرال برای مرگ سارا ۱۰۰٫۰۰۰ دلار جایزه می‌دهد. سارا مسموم می‌شود، اما توسط پزشک زندان نجات می‌یابد و به او اطلاع می‌دهد که نوزادش را اندکی پس از تولدش می‌برند و …